# Articulación carpometacarpiana
Las articulaciones carpometacarpianas (CMC) son cinco articulaciones de la muñeca que articulan la fila distal de los huesos del carpo y las bases proximales de los cinco huesos metacarpianos.
La articulación CMC del pulgar o la primera articulación CMC, también conocida como articulación trapeciometacarpiana (TMC), difiere significativamente de las otras cuatro articulaciones CMC y, por lo tanto, se describe por separado. 

## Pulgar

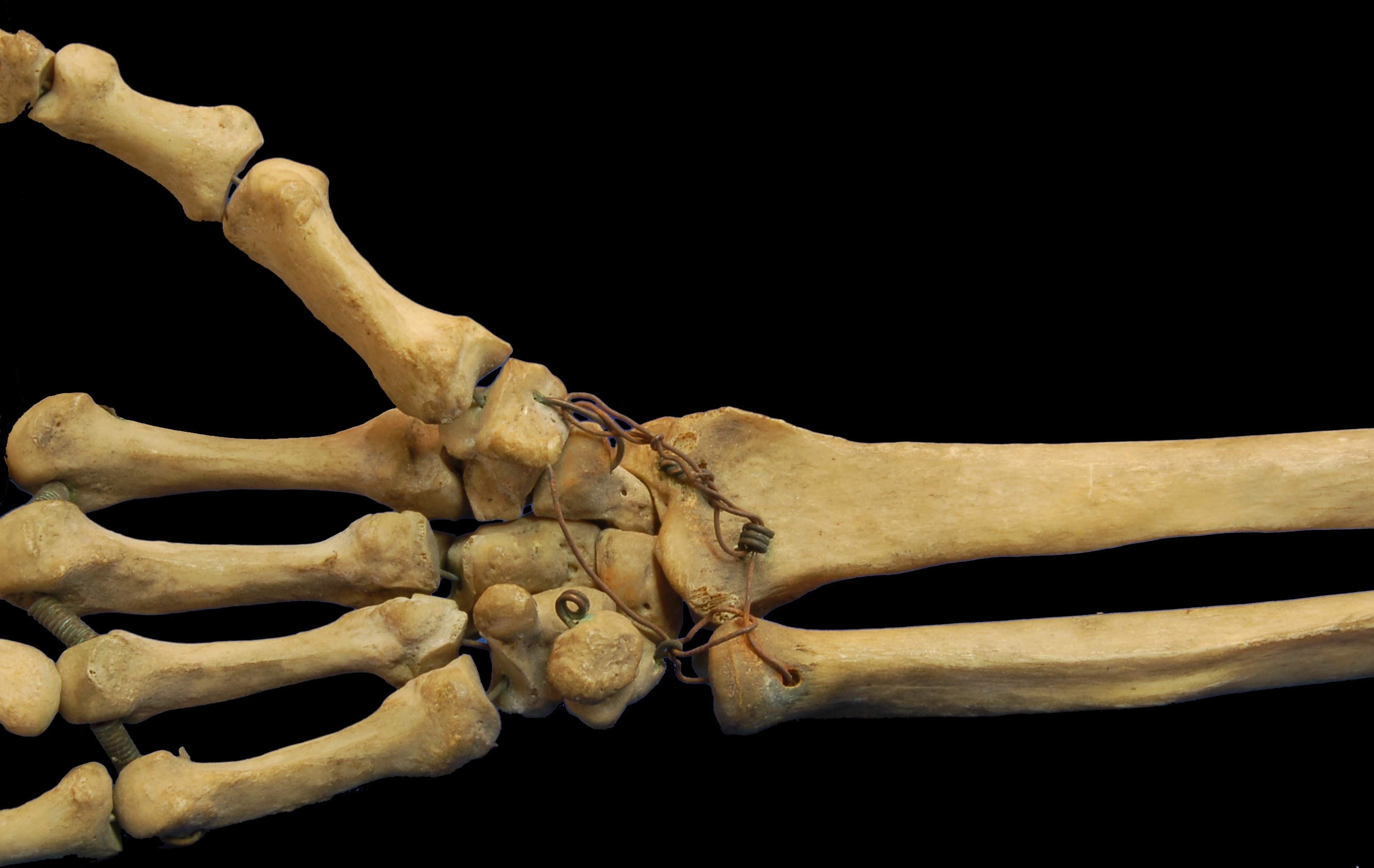
Huesos de una muñeca humana. En esta foto son claramente visibles tanto la posición libre como la forma de silla de montar de la primera articulación CMC y el arco palmar transversal proximal.

La articulación carpometacarpiana del pulgar (pollex), también conocida como primera articulación carpometacarpiana o articulación trapeciometacarpiana (TMC) porque conecta el trapecio con el primer hueso metacarpiano, desempeña un papel insustituible en el funcionamiento normal del pulgar. Al ser la articulación más importante que conecta la muñeca con el metacarpo, la artrosis de la TMC es una afección gravemente incapacitante; es hasta veinte veces más frecuente entre las mujeres de edad avanzada que en la media.
La pronación-supinación del primer metacarpiano es especialmente importante para la acción de oposición. Los movimientos de la primera TMC están limitados por la forma de la articulación, por el complejo capsulo-ligamentoso que rodea la articulación y por el equilibrio entre los músculos implicados. Si el primer metacarpiano no se asienta bien "en el sillín", por ejemplo debido a una hipoplasia, la primera articulación CMC tiende a estar subluxada (es decir, ligeramente desplazada) hacia el radio.
La cápsula es lo suficientemente floja como para permitir una amplia gama de movimientos y una distracción de aproximadamente 3 mm, mientras que los ligamentos y tendones de refuerzo dan estabilidad a la articulación. Es ligeramente más gruesa en su lado dorsal que en el otro.
La primera articulación carpometacarpiana es un lugar frecuente de artrosis en las mujeres posmenopáusicas.

### Ligamentos
La descripción del número y los nombres de los ligamentos de la primera CMC varía considerablemente en la literatura anatómica.Imaeda et al., 1993 describen tres ligamentos intracapsulares y dos extracapsulares como los más importantes para estabilizar el pulgar:
Ligamento oblicuo anterior (LOA)
Es un ligamento fuerte, grueso e intracapsular que se origina en el tubérculo palmar del trapecio para insertarse en el tubérculo palmar del primer metacarpiano. Está tenso en abducción, extensión y pronación, y se ha señalado que tiene una importante función de retención y que está alargado o ausente en la artritis de la articulación CMC.
Ligamento colateral cubital (LCC)
El ligamento colateral cubital, un ligamento extracapsular, está situado en la parte cubital del LOA. Tiene su origen en el retináculo flexor y se inserta en el tubérculo ulnopalmar del primer metacarpiano. Está tenso en abducción, extensión y pronación, y a menudo se encuentra alargado en relación con la artritis de la articulación CMC. La importancia atribuida al LCC varía considerablemente entre los investigadores.
Primer ligamento intermetacarpiano (LIM)
Este ligamento, que conecta las bases del segundo y primer metacarpiano, se inserta en el tubérculo ulnopalmar del primer metacarpiano, donde sus fibras se entremezclan con las del LCC. Está tenso en abducción, oposición y supinación. Varios investigadores han señalado que es la estructura de sujeción más importante de la primera articulación CMC. Algunos consideran que es demasiado débil para poder estabilizar la articulación por sí solo, pero aceptan que, junto con el LCC, representa una importante estructura de contención.
Ligamento oblicuo posterior (LOP)
Ligamento intracapsular que se extiende desde la cara dorsal del trapecio hasta el tubérculo ulno-palmar del primer metacarpiano. No se considera un ligamento importante para la primera articulación CMC, se tensa durante la aducción forzada y la abducción radial.
Ligamento dorsorradial (LDR)
Al igual que el ligamento anterior, el LDR no se considera importante para el primer CMC. Conecta las caras dorsales del trapecio y el primer metacarpiano.
Los primeros dibujos anatómicos de los ligamentos de las primeras articulaciones carpometacarpianas fueron realizados por Weitbrecht, 1742.

### Movimientos
En esta articulación los movimientos permitidos son la flexión y la extensión en el plano de la palma de la mano, la abducción y la aducción en un plano perpendicular a la palma, la circunducción y la oposición.
- Es mediante el movimiento de oposición que la punta del pulgar se pone en contacto con las superficies volares de los dedos ligeramente flexionados. Este movimiento se efectúa por medio de una pequeña faceta inclinada en el labio anterior de la superficie articular en forma de silla de montar del multífido mayor (trapecio). Los músculos flexores tiran de la parte correspondiente de la superficie articular del hueso metacarpiano sobre esta faceta, y el movimiento de oposición lo realizan entonces los aductores.
- La flexión de esta articulación es producida por el flexor pollicis longus y brevis, ayudado por el opponens pollicis y el aductor pollicis.
- La extensión la realiza principalmente el abductor pollicis longus, asistido por los extensores pollicis longus y brevis.
- La aducción es realizada por el aductor; la abducción principalmente por el abductor pollicis longus y brevis, asistidos por los extensores.

La amplitud de movimiento de la primera CMC es de 53° de flexión/extensión, 42° de abducción/aducción y 17° de rotación.

#### Planos y ejes de movimiento
Las articulaciones MP y CMC del pulgar se abducen y aducen en un plano perpendicular a la palma de la mano, movimiento también denominado "abducción palmar". Las mismas articulaciones se flexionan y extienden en un plano paralelo a la palma, también denominado "abducción radial", porque el pulgar se mueve hacia el lado radial de la mano. La abducción y la aducción se producen alrededor de un eje anteroposterior, mientras que la flexión y la extensión se producen alrededor de un eje lateral.
Para facilitar la orientación, se puede considerar que la uña del pulgar descansa en el plano frontal del pulgar. La abducción y la aducción de la(s) primera(s) articulación(es) CMC (y MP) se producen en este plano; la flexión y la extensión de la(s) primera(s) articulación(es) CMC, MP e IP se producen en un plano perpendicular a la uña del pulgar. Esto sigue siendo cierto independientemente de cómo se rote el primer hueso metacarpiano durante la oposición y la reposición.

### Dimorfismo sexual
Las articulaciones CMC del pulgar de hombres y mujeres son diferentes en algunos aspectos. En las mujeres, la superficie articular del trapecio es significativamente menor que la del metacarpo, y su forma también difiere de la de los hombres. Mientras que la mayoría de las articulaciones CMC del pulgar son más congruentes en la dirección radioulnar que en la dorsovolar, las articulaciones CMC femeninas son menos congruentes globalmente que las masculina.

### Evolución
Una primitiva autonomización de la primera articulación tuvo lugar en los dinosaurios, mientras que una verdadera diferenciación apareció en los primates primitivos hace aproximadamente 70 millones de años. La forma de la articulación TMC humana data de hace unos 5 millones de años. Como resultado de la evolución, la articulación CMC del pulgar humano se ha situado en 80° de pronación, 40° de abducción y 50° de flexión en relación con un eje que pasa por las articulaciones CMC estables segunda y tercera.

## Dedos

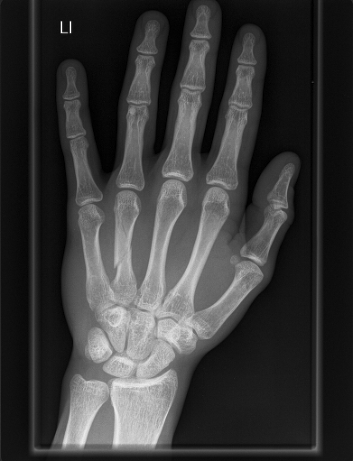
Radiografía de una mano humana

- El segundo metacarpiano se articula principalmente con el trapezoide y secundariamente con el trapecio y el capitado.
- El tercer metacarpiano se articula principalmente con el capitado,
- El cuarto metacarpiano se articula con el capitado y el hueso ganchoso.
- El quinto metacarpiano se articula con el hueso ganchoso.[7]

Entre ellos, los cuatro metacarpianos cubitales también se articulan con sus vecinos en las articulaciones intermetacarpianas.

### Ligamentos
Estas cuatro articulaciones de la CMC están sostenidas por ligamentos transversales fuertes y longitudinales más débiles: los ligamentos carpometacarpianos dorsales y los ligamentos carpometacarpianos volares o palmares.
Los ligamentos interóseos están formados por fibras cortas y gruesas, y se limitan a una parte de la articulación carpometacarpiana; conectan los ángulos inferiores contiguos del capitado y el hamate con las superficies adyacentes del tercer y cuarto hueso metacarpiano.

### Movimientos
Las articulaciones carpometacarpianas de los dedos segundo a quinto son artrodiales. Los movimientos permitidos en las articulaciones carpometacarpianas del segundo al quinto son más fácilmente observables en las cabezas (distales) de los huesos metacarpianos. El rango de movimientos en estas articulaciones disminuye desde la quinta a la segunda CMC.
Las articulaciones segunda a quinta son articulaciones sinoviales elipsoidales con un grado de libertad nominal (flexión/extensión). Sin embargo, las articulaciones segunda y tercera son esencialmente inmóviles y se puede considerar que tienen cero grados de libertad en la práctica. Estas dos CMC proporcionan a las otras tres CMC un eje fijo y estable. Mientras que la movilidad de la cuarta articulación CMC es, por tanto, perceptible, la primera articulación es una articulación en silla de montar con dos grados de libertad que, además de la flexión/extensión, también permiten la abducción/aducción y una cantidad limitada de oposición. El conjunto de los movimientos de la cuarta y quinta CMC facilita que sus dedos se opongan al pulgar.

### Función
La función de las articulaciones carpometacarpianas de los dedos y de sus segmentos en general es contribuir al sistema del arco palmar junto con el pulgar. El arco transversal proximal de la palma de la mano está formado por la fila distal de los huesos del carpo. La concavidad de este arco se ve aumentada a nivel de las cabezas metacarpianas por la flexibilidad de las cabezas metacarpianas primera, cuarta y quinta alrededor de las cabezas metacarpianas segunda y tercera fijas; una estructura flexible denominada arco transversal distal. Para cada dedo existe también un arco longitudinal. Juntos, estos arcos permiten que la palma de la mano y los dedos se ajusten de forma óptima a los objetos cuando los agarramos (lo que se denomina ahuecamiento palmar). Además, al maximizar la superficie de contacto, aumenta la estabilidad y la percepción sensorial. El ligamento metacarpiano transversal profundo estabiliza las partes móviles del sistema del arco palmar.
Durante la flexión de los dedos, los músculos que atraviesan las articulaciones carpometacarpianas contribuyen al ahuecamiento palmar cuando actúan sobre las partes móviles del sistema del arco palmar. El músculo oblicuo opponens digiti minimi actúa sobre la quinta articulación carpometacarpiana y es el único músculo que actúa solo sobre las articulaciones carpometacarpianas. Está posicionado de forma óptima para flexionar y rotar el quinto hueso metacarpiano alrededor de su eje largo. El arco palmar aumenta aún más cuando el [flexor carpi ulnaris] (que está unido al pisiforme) y los músculos intrínsecos de la mano unidos al ligamento carpiano transversal actúan sobre el sistema del arco. Las articulaciones carpometacarpianas segunda y tercera fijas están atravesadas por los músculos radiales de la muñeca (flexor carpi radialis, extensor carpi radialis longus y extensor carpi radialis brevis). La estabilidad de estas dos articulaciones carpometacarpianas es una adaptación funcional que mejora la eficacia de estos músculos en las articulaciones mediocarpianas y radiocarpianas.

## Membranas sinoviales
La membrana sinovial es una continuación de la de las articulaciones intercarpianas. Ocasionalmente, la articulación entre el hamato y los huesos metacarpianos cuarto y quinto tiene una membrana sinovial separada.
Las membranas sinoviales de la muñeca y del carpo son, pues, cinco:
- La primera pasa desde el extremo inferior del cúbito hasta la escotadura cubital del radio, y recubre la superficie superior del disco articular.
- La segunda pasa desde el disco articular y el extremo inferior del radio por encima, hasta los huesos de la primera fila por debajo.
- La tercera, la más extensa, pasa entre los márgenes contiguos de las dos filas de huesos del carpo, y a veces, en caso de que uno de los ligamentos interóseos esté ausente, entre los huesos de la segunda fila hasta las extremidades del carpo de los huesos metacarpianos segundo, tercero, cuarto y quinto.
- La cuarta se extiende desde el margen del multífido mayor hasta el hueso metacarpiano del pulgar.
- La quinta se extiende entre los márgenes adyacentes de los huesos triangular y pisiforme.

En ocasiones, las articulaciones carpometacarpianas cuarta y quinta tienen una membrana sinovial separada. 

## Importancia clínica
La artrosis de las articulaciones carpometacarpianas es un tipo de enfermedad articular que resulta de la descomposición del cartílago articular y del hueso subyacente. Cuando afecta al pulgar se denomina artrosis trapeciometacarpiana.
El saliente carpometacarpiano es la presencia de una pequeña protuberancia inmóvil sobre la articulación.